# 5-Punkte-Check
Der 5-Punkte-Check, auch Startcheck, bezeichnet einen Ablauf von Überprüfungen im Gleitschirmfliegen, die der Pilot unmittelbar vor dem Start durchführt. Mit dem 5-Punkte-Check soll gewährleistet werden, dass ein sicherer Start und Flug, soweit vorhersehbar, möglich ist. Der 5-Punkte-Check gehört damit zu den wichtigsten Sicherheitsmaßnahmen im Gleitschirmsport.

## Übersicht
Beim Gleitschirmfliegen muss ein Pilot vor dem Start zu einem Flug verschiedene Dinge erledigen. Hierzu gehören neben dem Auslegen des Gleitschirms und dem Anlegen des Gurtzeugs mit der persönlichen Ausrüstung auch der Vorflugcheck und der 5-Punkte-Check. Beim 5-Punkte-Check prüft der Pilot noch einmal unmittelbar vor dem Beginn des Startlaufs die wichtigsten sicherheitsrelevanten Punkte ab. Dies sind im Einzelnen:
- Helm, Gurtzeug und Karabiner geschlossen? Kontrolle des Notschirms: Sind die Splinten in den Schlaufen, um ein ungewolltes Öffnen zu verhindern?
- Leinen und Tragegurte, ggf. Beschleuniger ok?
- Eintrittskante offen, Schirm ok?
- Windrichtung und -stärke ok?
- Luft- und Startraum frei?

Erst nachdem diese Prüfungen abgeschlossen sind, beginnt der Pilot mit dem Start. Sollte sich nach Abschluss des 5-Punkte-Checks eine Verzögerung beim Start ergeben, so muss der Pilot den Check unmittelbar vor dem Start noch einmal durchführen.

## Im Einzelnen

### Helm, Gurtzeug, Karabiner
Hier wird überprüft, ob der Helm richtig sitzt und verschlossen ist, die Tragegurte beidseitig und richtig herum mit den Karabinern verbunden sind, sowie die Karabiner geschlossen sind. Als weiterer wichtiger Aspekt hierbei ist zu prüfen, ob das Gurtzeug vollständig angelegt ist. Insbesondere die Beingurte müssen richtig geführt und geschlossen sein, da ansonsten der Pilot nach dem Start aus dem Gurtzeug fallen kann.

### Leinen, Tragegurte, Beschleuniger
Der Pilot prüft, ob die Leinen sauber zwischen Tragegurt und Schirm liegen. Hierbei wird unter anderem darauf geachtet, dass es keine Überwürfe oder Knoten gibt und dass sich die Leinen nicht in Steine oder Äste verhakt haben. Falls vorhanden wird geprüft, ob der Beschleuniger frei und unverdreht ist. Außerdem prüft der Pilot, dass die Tragegurte nicht verdreht oder durcheinander sind.

### Eintrittskante offen, Schirm ok
Hierbei wird geprüft, ob der Gleitschirm ordentlich ausgelegt ist, die Eintrittskante des Gleitschirms offen ist und der Pilot mittig zur Kappe steht. Je nach Wind- und Bodenverhältnissen am Startplatz kann es passieren, dass der Gleitschirm nach dem Auslegen verrutscht oder vom Wind wieder zusammengeschoben wird, was den Start erschweren oder unmöglich machen kann. Durch diesen Prüfungspunkt kann der Pilot dieses Risiko minimieren.

### Wind
Da Gleitschirmfliegen ein relativ kleines Windfenster bis maximal circa 30 km/h Windgeschwindigkeit erfordert, prüft der Pilot hier noch einmal, ob diese Bedingungen gegeben sind. Auch sollte der Wind überwiegend von vorne kommen; ein Start bei Rückenwind ist nicht zu empfehlen (leichter Rückenwind) beziehungsweise gefährlich bis unmöglich (starker Rückenwind). Zur Ermittlung der Windrichtung und -geschwindigkeit ist an offiziellen Startplätzen üblicherweise ein Windsack angebracht.

### Luftraum
Zuletzt prüft der Pilot, ob der Luftraum und der Startplatz frei ist und kein anderer Gleitschirm oder Hängegleiter den Start gefährden kann. Damit wird das Risiko einer Kollision in Bodennähe minimiert.

## Aufziehen und Start
Nach dem 5-Punkte-Check beginnt der Pilot mit dem Aufziehen der Gleitschirmkappe. Mit einem Kontrollblick überprüft der Pilot unmittelbar vor der Entscheidung zum Start den gesamten Gleitschirm in der Luft auf fehlerfreien Aufbau. Erst danach hebt er ab.
Die Entscheidung zum Start kann nach Lehrmeinung erst nach dem Kontrollblick erfolgen, da erstmals zu diesem Zeitpunkt das Fluggerät vollkommen aufgebaut und flugfähig sein kann.
Unintuitiv und daher psychologisch anspruchsvoll ist die Tatsache, dass mit dem Aufziehen bereits Bewegung in die Sache kommt. Für viele Piloten ist der Beginn des Aufziehens schon der 'gefühlte' Start. Den besten Schutz vor Risiken bietet jedoch die Lehrmeinung mit ihrer strengen Trennung der Phasen.